# Tanalyk
Il Tanalyk (in russo Таналык?) è un fiume della Russia europea sud-orientale (Baschiria e oblast' di Orenburg) affluente di destra dell'Ural.

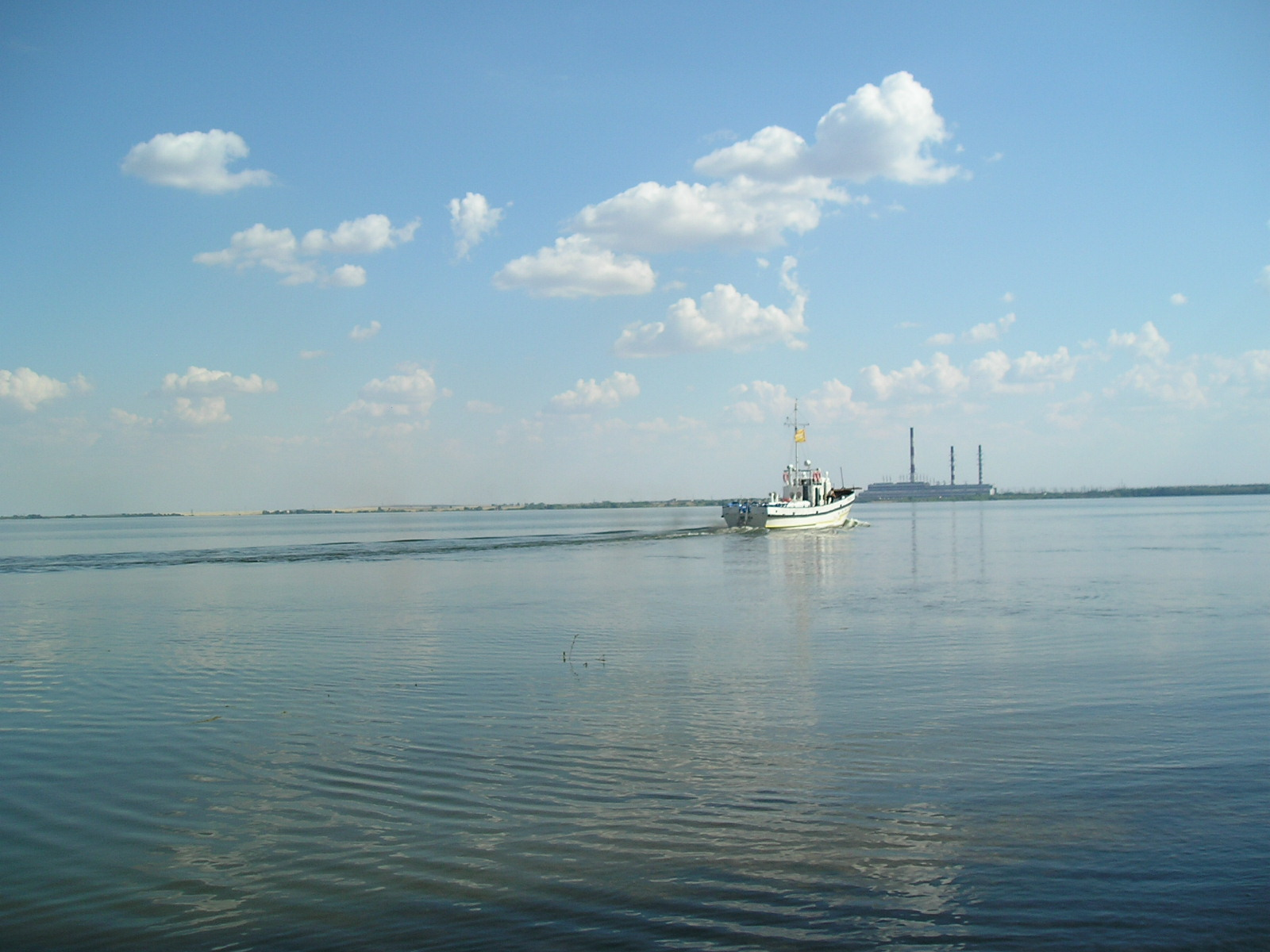
Il bacino idrico Iriklinskoe

Il fiume ha origine ai piedi della catena Irendyk, poco a sud del lago Talkas nell'alta pianura Sakmaro-Tanalyk. Scorre nell'alto e medio corso in direzione meridionale, poi gira a nord-est e infine a sud-est. Nella parte superiore il fiume scorre in territorio montuoso, dopo aver superato la città di Bajmak esce nella pianura. Nel corso medio e inferiore, si trova in zona collinare. Prevale il černozëm dilavato dalle montagne.
Sfocia nell'Ural a 1 827 km dalla foce, nel bacino idrico Iriklinskoe. Il fiume ha una lunghezza di 225 km, l'area del suo bacino è di 4 160 km².